# 縮缸
縮缸為引擎（發動機）特定的故障現象的總稱，通常發生在汽缸體與活塞部分。廣義的縮缸指引擎溫度過高，機件熱膨脹過度，活塞跟汽缸體之間的間隙縮小造成鎖死，這也是最為嚴重的縮缸現象。低轉速時缩缸可能仅仅导致引擎熄火，在高轉速高負荷時可能直接导致引擎破碎。
另一種縮缸現象則是由于活塞及汽缸體之間沒有足夠的機油進行潤滑，或是汽缸與活塞還沒互相磨合，但引擎處於高轉速高負荷狀態，汽缸體與活塞互相磨損，最终漏氣导致引擎無法繼續運轉。
無論哪種縮缸現象都會造成引擎修復難度高（大修），而較高的修復難度也代表了較高的成本。定時換機油，保持良好的使用習慣，才能避免缩缸。